# 鈴木公平
鈴木 公平（すずき こうへい、1939年（昭和14年）3月20日 - ）は、日本の政治家。第7代愛知県豊田市長（3期）。

## 経歴
愛知県豊田市上郷町出身。1954年（昭和29年）、高橋村役場に奉職。23歳のときに父を亡くし、以後、母と弟妹4人の一家の柱となる。かたわら愛知県立旭丘高等学校の通信課程と夜間の愛知大学短期大学部法経科に通い、1965年（昭和40年）、同大学を卒業する。豊田市役所で秘書課長、広報課長、総務部長などを務めた。1992年（平成4年）4月1日、豊田市助役に就任。
1999年（平成11年）10月15日、豊田市長の加藤正一は任期満了に伴う豊田市長選挙への不出馬を表明。自民党系と全トヨタ労連系の市議で構成される市議会の与党会派「思政クラブ」はただちに後継者の人選に入る。当初トヨタ労組は「時代に合った新感覚の人を」という考え方を打ち出していたが、反発が予想以上に大きかったことから、11月末に思政クラブに対し組織や系列から出す意思のないことを伝えた。同年12月15日、同クラブは総会を開き、後継候補として鈴木の擁立を決めた。12月22日付で助役を辞職。
2000年（平成12年）2月6日に行われた豊田市長選挙で、日本共産党愛知県委員会労働部長の本村映一を破り初当選した。同年6月、財団法人2005年日本国際博覧会協会副会長に就任。
2004年（平成16年）、再選。2005年（平成17年）11月、中核市市長会会長に就任。2008年（平成20年）、3期目の当選。2009年（平成21年）、愛知県市長会会長に就任。
2012年（平成24年）2月、任期満了により豊田市長を退任。
2013年（平成25年）4月29日、旭日中綬章受章。

## 市政

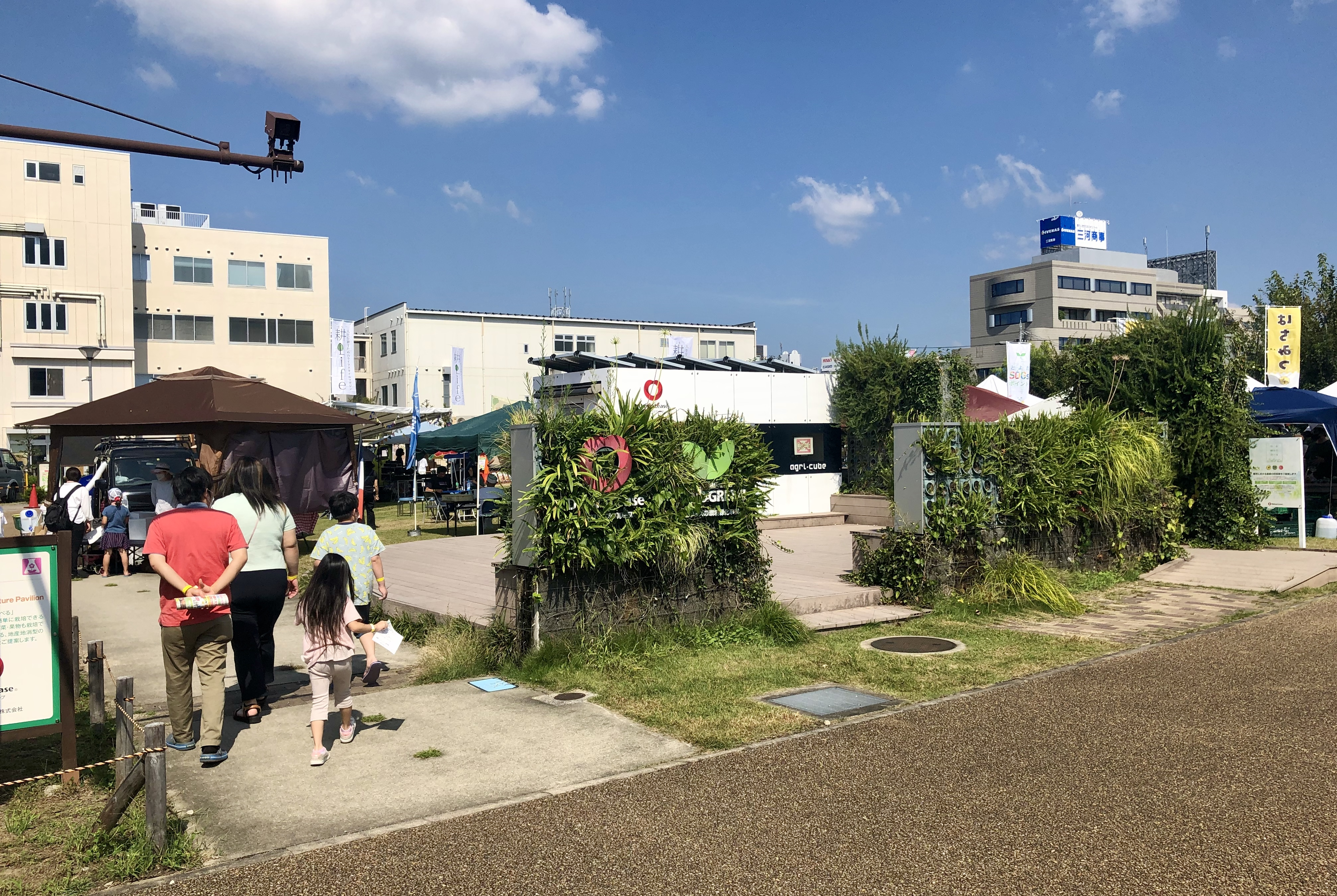
市内元城町に建てられた「とよたエコフルタウン」

- 2004年（平成16年）11月1日、豊田市は、藤岡町・小原村・足助町・下山村・旭町・稲武町との合併協定に調印。周辺6町村は2005年（平成17年）4月1日、豊田市に編入された。
- 2009年（平成21年）1月22日、豊田市は政府から「環境モデル都市」の指定を受ける。低炭素社会の実現に向けて施策を打ち出し、市内元城町に「とよたエコフルタウン」を建設した（開館は退任後の2012年5月）[11][12]。